# Trolldalen (Nacka)

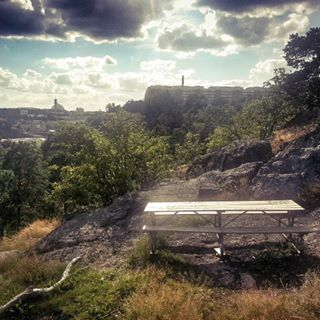
Grillplatz in Trolldalen mit Henriksdalsringen im Hintergrund

Trolldalen, Trollskogen,  Trolldalsskogen und früher auch Danviksskogen genannt, ist ein Wald und Tal von zirka 8 Hektar Größe in der schwedischen Gemeinde Nacka. Trolldalen befindet sich auf dem Henriksdalsberget mit den Wohngegenden Henriksdalsringen im Westen, Finnboda im Norden, Gäddviken und Finnberget im Osten und der Bucht Svindersviken im Süden.

## Naturschätze
Trolldalen hat zwei Mikroklimas: typisch skandinavisches Klima in kälterer, trockener und karger nördlicher Lage; eher südschwedisches Klima in wärmerer und kalkreicherer südlicher Lage.
2013 hat die Gemeinde Nacka ein Naturinventar in Trolldalen durchgeführt, das zwei Drittel des Waldes als Natur höchster Klasse (Naturklasse 1) und sogenanntes Schlüsselbiotop identifizierte, vor allem aufgrund des Vorhandenseins folgender Naturschätze
- 150 Baumarten – Kiefern, Eichen und andere Bäume –, die ein großes Alter und einen großen Umfang erreicht haben
- 55 gefährdete Arten, darunter Schwämme, Pilze, Insekten, Fledermäuse und Vögel
- seltene Bodenflora
- viel Totholz

## Aussichtsplätze, Waldwege und Kletterwand

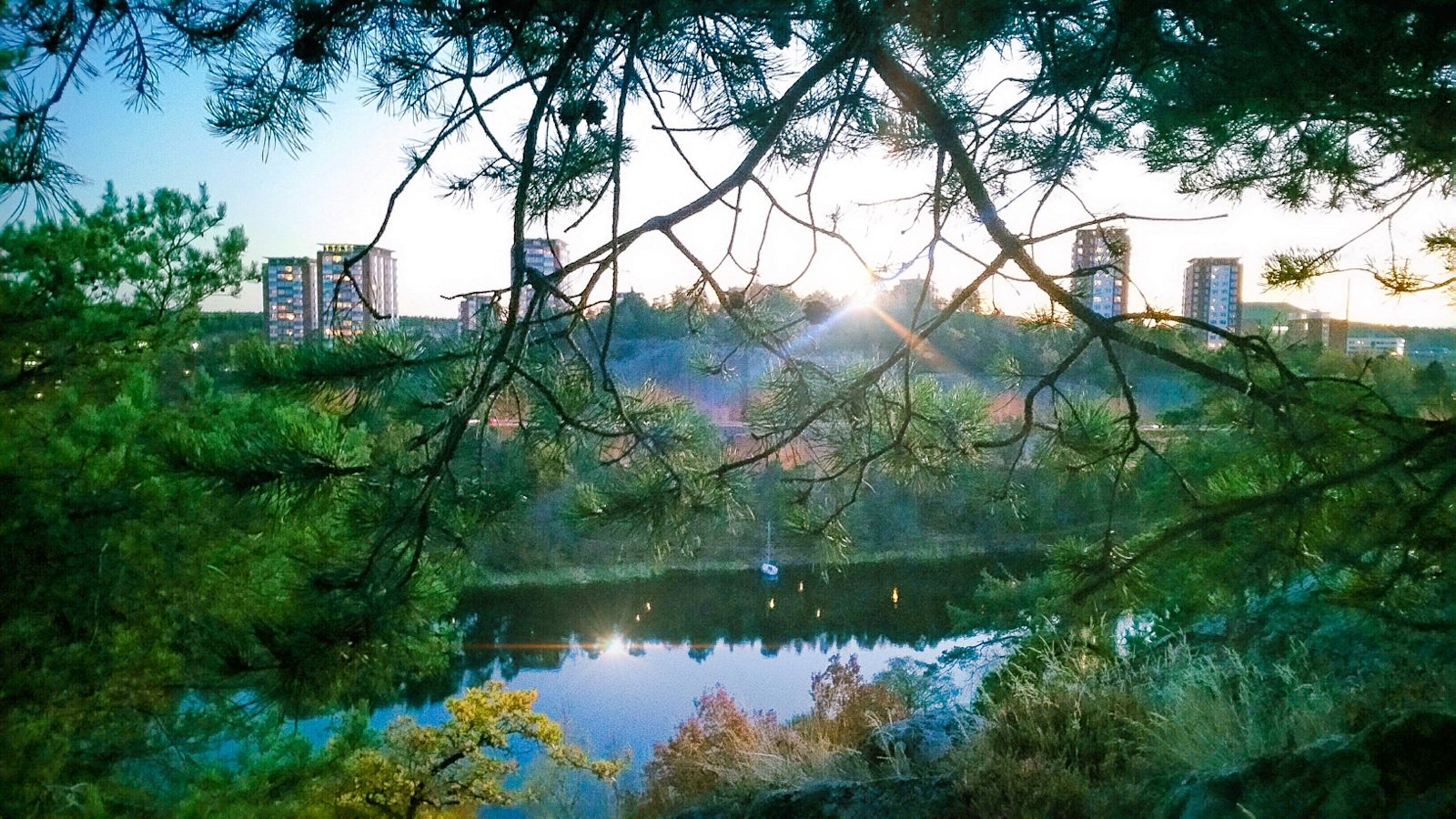
Alphyddan in Nacka von Trolldalen auf Henriksdalsberget gesehen

Trolldalen hat drei Aussichtsplätze. Der erste liegt auf einer Klippe im östlichen Teil des Waldes mit Aussicht über Gäddviken, Finnboda, Ryssbergen und Svindersviken. Der zweite liegt im südlichen Teil des Waldes mit Aussicht über Svindersviken und Alphyddan. Der dritte liegt in der Nähe der Wohngegend Henriksdalsringen mit Aussicht über Svindersviken, Alphyddan und Ryssbergen.
Die Gemeinde Nacka hat darüber hinaus einen Waldweg zwischen Henriksdalsbacken und der Bucht Svindersviken geschaffen, wo sich drei Bootvereine befinden. Zwischen Svindersviken und Trolldalen gibt es eine beliebte Kletterwand.

## Geschichte
Der Name Trolldalen, wörtlich übersetzt Das Tal der Trolle, hat nichts mit dem Fabelwesen Troll zu tun. Der Name ist abgeleitet von der schwedischen Stadt Trollhättan vom altschwedischen Wort trola, eine Bezeichnung für eine Art Holzriegel zum Schließen von Zäunen.
Der eigentliche Ursprung des Wortes liegt aber darin, dass die Wikinger ihre Boote zwischen dem Salzsee (Saltsjön) und dem Hammarbysee (Hammarby sjö) mithilfe von Holzstämmen auf dem jetzt versiegten Bach Trollbäcken transportierten. In der Nähe wurde im 17. Jahrhundert ein Wikingerschatz gefunden. In den 1960er Jahren wurde eine Wikingerburg auf dem Henriksdalsberget von dem Archäologen Björn Ambrosiani nachgewiesen.

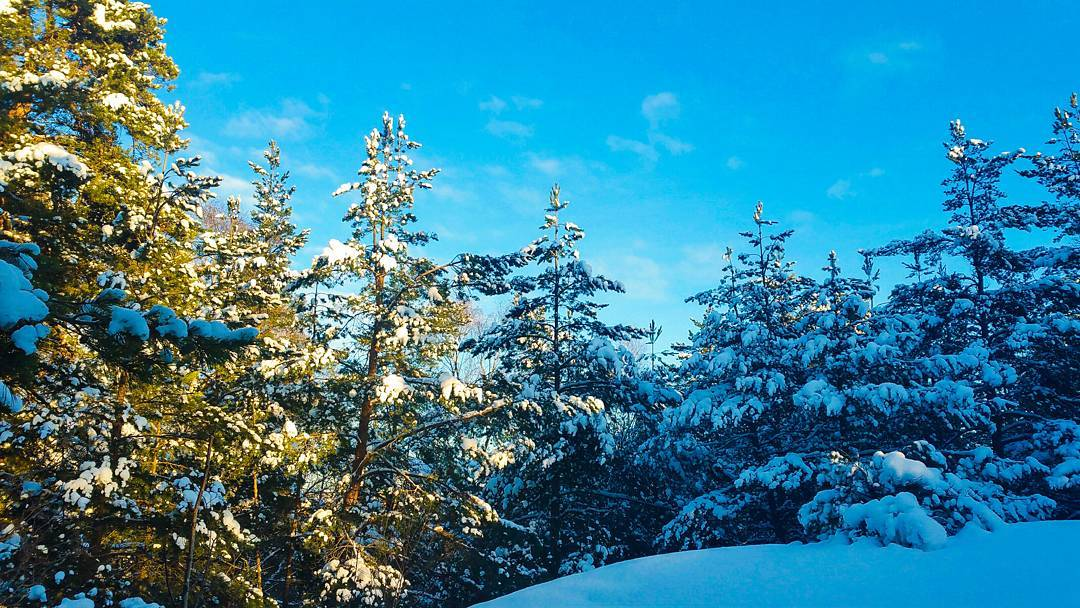
Schnee auf den Kiefern in Trolldalen, Nacka

Trolldalen war im 18. Jahrhundert als Ausflugsziel für die eher armen Bewohner von Södermalm beliebt. Methodisten, Abstinenzler und andere marschierten an Wochenenden ins Trolldalen. Die Werftarbeiter der Finnboda Werft hielten hier Streikreden.
Der schwedische Schriftsteller Per Anders Fogelström erwähnt Trolldalen in fünf seiner lokalhistorischen Beschreibungen.

## Gefährdeter Wald
2018 verabschiedete die Gemeinde Nacka einen neuen Widmungsplan mit der Absicht, den Gemeindeteil Västra Sicklaön zu einer dicht bebauten Stadt zu verwandeln. 135.000 neue Wohnungen sollen vor allem Naturgebiete wie Trolldalen, Ryssbergen und Svindersberg ersetzen.
Bereits 2017 präsentierte die Gemeinde ihren Plan, innerhalb von 4 bis 8 Jahren 600 Wohnungen und zwei Straßen in Trolldalen zu bauen. Mehrere Unterschriftenaktionen brachten die Gemeinde dazu, geplante Wohnbauten eher an den Rand des Waldes zu verlagern. Die Hälfte des Waldes wird damit verschwinden.